# 16 Brygada Pancerna (PSZ)

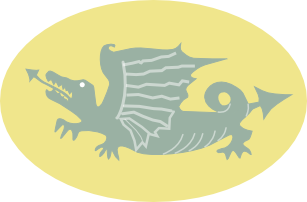
Oznaka 16 BPanc (do sierpnia 1942)

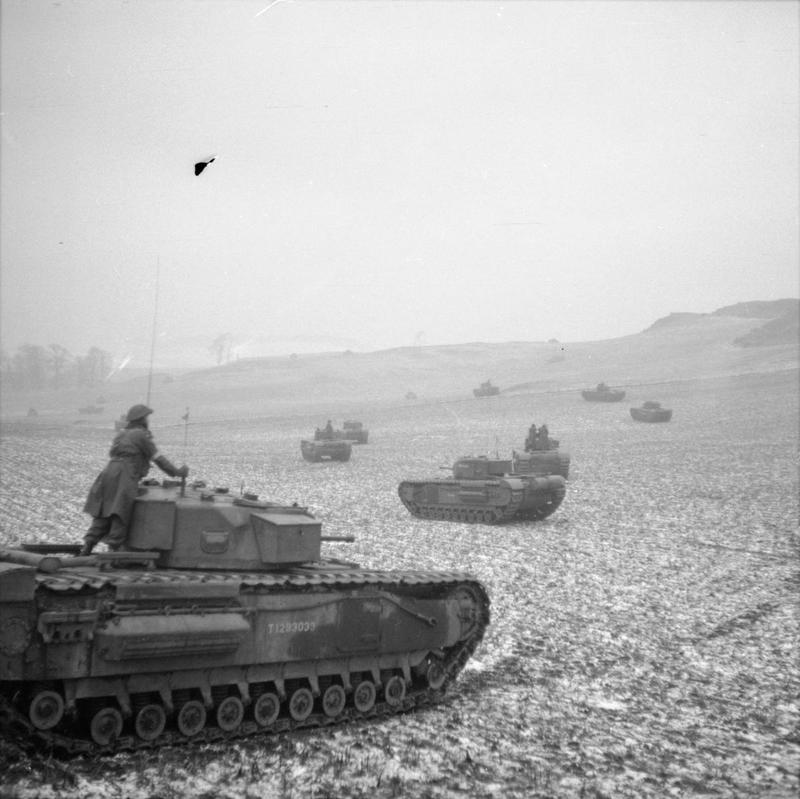
Czołgi Churchill II 16 Brygady Pancernej na manewrach w Szkocji w styczniu 1942

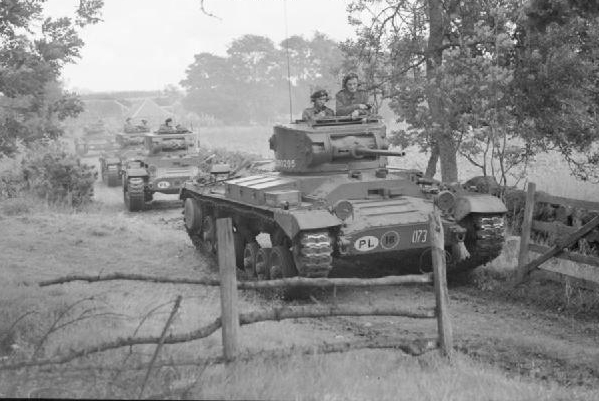
Czołg Mk III Valentine ze znaczkiem PL na manewrach na szkockich drogach

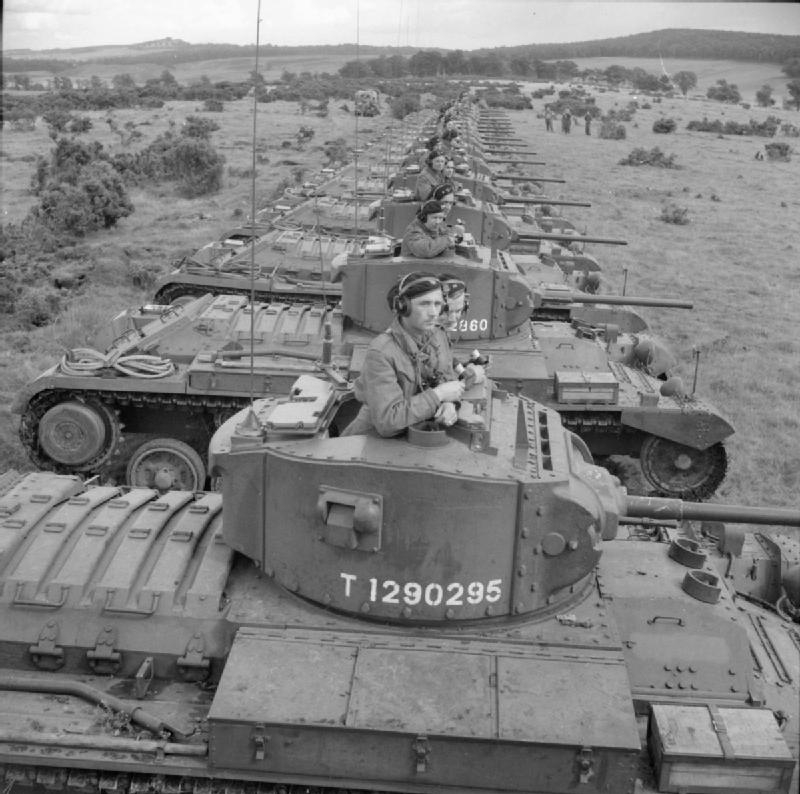
Czołgi Valentine Mark III 16 Brygady Pancernej na manewrach w Szkocji.

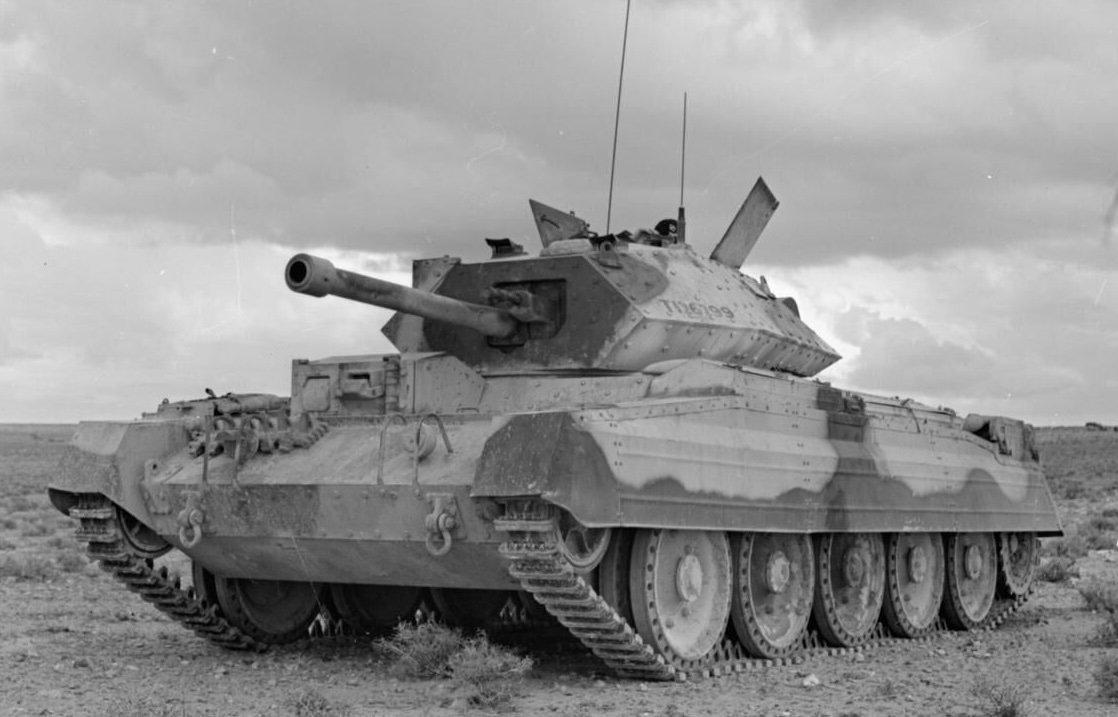
Crusader - czołgi tego typu były na wyposażeniu pułku pancernego w 1943

16 Brygada Pancerna – wielka jednostka broni pancernej Polskich Sił Zbrojnych.

## W składzie 1 Korpusu 1941-1942
19 września 1941 roku 1 pułk czołgów został przeformowany w 16 Brygadę Czołgów, w skład której weszły następujące pododdziały:
- 65 batalion czołgów,
- 66 batalion czołgów,
- 67 batalion czołgów,
- 65 czołówka naprawcza,
- 66 czołówka naprawcza,
- 16 kompania łączności.

W dniu 8 stycznia 1942 na bazie 66 czołówki naprawczej oraz specjalistów z batalionów czołgów zorganizowano 16 kompanię warsztatową.

## W strukturze 1 Dywizji Pancernej 1942–1943
W dniu 25 lutego 1942 brygada została podporządkowana dowódcy 1 Dywizji Pancernej, gen. bryg. Stanisławowi Maczkowi.
W dniu 13 sierpnia 1942 bataliony pancerne zostały przeformowane w pułki pancerne, który nadano kolejne numery 1, 2 i 3. Na stanowiska dowódców pułków zostali wyznaczeni: ppłk Bolesław Sokołowski (1 pułk pancerny), mjr dypl. Stanisław Koszutski (2 pułk pancerny) i mjr A. Izdebski (3 pułk pancerny). Równocześnie ppłk dypl. (gen. bryg. od 15 VIII 1964) Aleksander Ruchaj-Taczanowski na bazie 1 batalionu ciężkich karabinów maszynowych I Korpusu w m. Duns, w Szkocji, zorganizował 16 batalion dragonów.
Z dniem 1 października 1942 16 kompania warsztatowa została włączona w skład oddziałów technicznych 1 DPanc., a w dniu 1 listopada 1943 została przemianowana na kompanię warsztatową Brygady Pancernej.
W kwietniu 1943, na podstawie rozkazu Naczelnego Wodza, gen. broni Władysława Sikorskiego z dnia 20 marca 1943, w skład brygady włączony został 1 batalion Strzelców Podhalańskich. Nastąpiło połączenie batalionu Strzelców Podhalańskich z 16 batalionem dragonów z tym, że część przeszkolonych żołnierzy 16 batalionu dragonów została przeniesiona do pułków pancernych. Ponieważ 16 batalion dragonów nie posiadał tradycji bojowych zdecydowano, że pododdział zachowa nazwę batalionu Strzelców Podhalańskich. Dowódcą batalionu został mjr dypl. Wacław Kobyliński, dotychczasowy dowódca Batalionu Strzelców Podhalańskich, a jego zastępcą kpt. Stefan Kazimierczak z 16 batalionu dragonów. Począwszy od dnia 29 kwietnia 1943 kompanie strzelców uczestniczyły w 7-tygodniowym kursie zorganizowanym w rejonie miasta North Berwick, w hrabstwie East Lothian. Celem kursu było przeszkolenie strzelców podhalańskich do wykonywania zadań przewidzianych w armii brytyjskiej dla dragonów, czyli piechoty, która przemieszczając się i walcząc na transporterach opancerzonych wspiera bezpośrednio pododdziały czołgów.
We wrześniu 1943 przystąpiono do reorganizacji 1 Dywizji Pancernej. Reorganizacja była związana z przejściem brytyjskich dywizji pancernych na nowe etaty wojenne. Według dotychczasowego etatu dywizja składała się z dwóch brygad pancernych i grupy wojsk wsparcia. Siłę uderzeniową dywizji stanowiło 6 pułków pancernych i 3 bataliony piechoty wspieranych przez 3 pułki artylerii. Zgodnie z nowym etatem, w dywizji pozostawała jedna brygada pancerna. Miejsce drugiej brygady pancernej zajęła zmotoryzowana brygada piechoty. Obie brygady wspierać miała artyleria dywizyjna licząca 4 pułki. Stosunek pułków czołgów do batalionów piechoty uległ zmianie. Zmienione proporcje kształtowały się 4 : 4. Według gen. dyw. Franciszka Skibińskiego nowy brytyjski etat, wzorowany na organizacji niemieckiej dywizji pancernej, został oparty na błędnych przesłankach. Organizacja niemiecka, w której zachowano równowagę między pododdziałami czołgów i piechoty uwarunkowana była liczbą posiadanych wozów bojowych. Przejście dywizji na nową organizację było działaniem wymuszonym przez stronę brytyjską, która określiła, że zezwoli na uczestnictwo dywizji w walkach na kontynencie wyłącznie po jej reorganizacji. Stanowisko Brytyjczyków postawiło polskie władze wojskowe w kłopotliwej sytuacji. Zasoby kadrowe pozostające na wyspach brytyjskich ograniczały możliwość osiągnięcia przez jednostki dywizji, szczególnie piechoty, pełnych etatów.
W ramach wspomnianej reorganizacji, począwszy od dnia 21 września 1943 przeprowadzono następujące przedsięwzięcia organizacyjno - kadrowe:
- rozformowano Kwaterę Główną 10 Brygady Kawalerii Pancernej,
- Kwaterę Główną 16 Brygady Pancernej przemianowano na Kwaterę Główną 10/16 Brygady Pancernej,
- szwadron sztabowy 10 BKPanc. i 14 pułk kawalerii pancernej wyłączono ze struktur dywizji,
- 10 pułk strzelców konnych został pancernym pułkiem rozpoznawczym dywizji,
- 24 pułk ułanów i 10 batalion dragonów podporządkowano dowódcy 10/16 Brygady Pancernej,
- 3 pułk pancerny skadrowano i wyłączono z dywizji, część żołnierzy pułku wcielono do nowo formowanego 9 batalionu strzelców,
- 1 pułk pancerny i 2 pułk pancerny oraz szwadron sztabowy 16 BPanc. pozostawiono w podporządkowaniu dowódcy 10/16 Brygady Pancernej,
- batalion strzelców podhalańskich wyłączono z 16 Brygady Pancernej i włączono w skład 3 Brygady Strzelców,
- rozformowano Grupę Wojsk Wsparcia 1 DPanc.,
- sformowano Kwaterę Główną 3 Brygady Strzelców,
- 1 batalion strzelców wyłączono z Grupy Wojsk Wsparcia, przemianowano na 8 batalion strzelców i podporządkowano dowódcy 3 Brygady Strzelców,
- na bazie 1 pułku rozpoznawczego i 3 pułku pancernego sformowano 9 batalion strzelców,
- na bazie 1 pułku rozpoznawczego sformowano batalion broni wsparcia 3 Brygady Strzelców,
- zorganizowano 2 pułk artylerii motorowej,

W dniu 12 października 1943 10/16 Brygada Pancerna została przemianowana na 10 Brygadę Kawalerii Pancernej.

## Ponownie w 1 Korpusie 1943-1947
Przeprowadzając, w okresie wrzesień – październik 1943, reorganizację 1 Dywizji Pancernej zdecydowano się zachować nadwyżki żołnierzy broni pancernych kosztem utrzymania niepełnych stanów w pododdziałach piechoty.
Z dniem 3 listopada 1943 ponownie przystąpiono do formowania 16 Brygady Pancernej, w składzie:
- szwadron sztabowy (z 10 BKPanc),
- 3 pułk pancerny (kadrowy),
- 14 pułk kawalerii pancernej,
- 16 kompania łączności,
- 16 kompania zaopatrywania,
- 16 kompania warsztatowa.

Z dniem 10 listopada 1943 16 Brygada Pancerna została podporządkowana dowódcy 2 Dywizji Grenadierów Pancernych (kadrowej). Od połowy czerwca 1944 do pierwszych dni lutego 1945 w skład 16 BPanc. wchodził 9 pułk ułanów Małopolskich, który wraz z 3 ppanc. i 14 puł. podjął szkolenie na czołgach Centaur i Cromwell.
W drugiej połowie 1944 do Polskich Sił Zbrojnych  wcielono 89 tys. Polaków – żołnierzy pełniących przymusową służbę wojskową w Wehrmachcie. Napływ uzupełnień pozwolił na odtworzenie stanów istniejących i formowanie nowych jednostek wojskowych w Wielkiej Brytanii i we Włoszech.
W dniu 27 grudnia 1944 szef Sztabu Naczelnego Wodza, gen. dyw. Stanisław Kopański rozkazał dowódcy Jednostek Wojskowych w Wielkiej Brytanii utworzyć do dnia 1 czerwca 1945, w ramach I Korpusu, dywizję piechoty i brygadę pancerną oraz jednostki korpuśne.
W dniu 5 lutego 1945 dowódca Jednostek Wojskowych w Wielkiej Brytanii, gen. bryg. Janusz Głuchowski nakazał przystąpić do formowania dowództwa 1 Korpusu z jednostkami zabezpieczenia i obsługi, 4 Dywizji Piechoty, 16 Samodzielnej Brygady Pancernej oraz skadrowanych jednostek korpuśnych o łącznej liczebności około 26 tys. ludzi wraz z pierwszym uzupełnieniem.
W dniu 3 kwietnia 1945 przystąpiono do formowania 5 pułku pancernego, a w dniu 16 kwietnia 1945 rozpoczęto organizację 16 pułku dragonów.
Struktura organizacyjna 16 Samodzielnej Brygady Pancernej w maju 1945 przedstawiała się następująco:

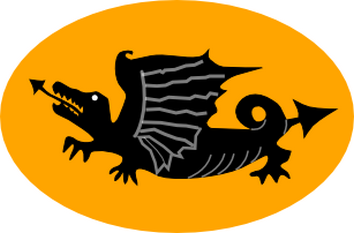
Oznaka 16 SBPanc

- Sztab 16 Samodzielnej Brygady Pancernej,
- 3 pułk pancerny,
- 5 pułk pancerny,
- 14 pułk ułanów,
- 16 pułk dragonów,
- 16 szwadron łączności,
- 16 kompania zaopatrywania,
- 16 kompania warsztatowa,
- 8 lekka kompania sanitarna,
- 16 pluton żandarmerii,
- 19 park materiałowy.

Proporczyk
Sztab 16 BPanc i szwadron sztabowy: proporczyki trójkątne czarno-pomarańczowe.

## Obsada personalna Kwatery Głównej 16 BPanc
Dowódcy brygady
- ppłk/płk dypl. Tadeusz Adam Majewski (od 19 IX 1941)
- ppłk Bolesław Sokołowski (od 8 XI 1943)

Zastępcy dowódcy brygady
- ppłk Bogumił Szumski (od 8 XI 1943)

Szefowie sztabu brygady
- kpt. Witold Czerniawski (do XI 1944)
- kpt. dypl. Włodzimierz Zeltzer (od XI 1944)